# Styrax leprosus
Styrax leprosus är en storaxväxtart som beskrevs av William Jackson Hooker och Arn. Styrax leprosus ingår i släktet Styrax och familjen storaxväxter. Inga underarter finns listade i Catalogue of Life.